# Keng Vannsak
Keng Vannsak (Khmer: កេង វ៉ាន់សាក់; geb. 19. September 1925 in der Provinz Kampong Cham; gest. 18. Dezember 2008 in Montmorency, Frankreich) war ein kambodschanischer Philosoph und Linguist, der als Politiker, Lehrer und Gelehrter des Khmer, Dichter, Komponist und Historiker hervorgetreten ist. Er ist bekannt als Freund und Mentor von Saloth Sar (Pol Pot) in ihrer Pariser Studentenzeit und darüber hinaus.

## Biographie
Keng Vannsak wurde am 19. September 1925 in einem kleinen Dorf in der Provinz Kampong Cham geboren. Während des Zweiten Weltkriegs besuchte er das renommierte Lycée Sisowath in Phnom Penh, wo er Literatur studierte und Ieng Sary kennenlernte. Im Jahr 1952 entwickelte er eine Khmer-Tastatur für eine Schreibmaschine. Zusammen mit anderen kambodschanischen Gelehrten war Vannsak ein ausgesprochener Kritiker des vom obersten Patriarchen der kambodschanischen Buddhisten, Chuon Nath, initiierten "Khmerisierungsprogramms". Vannsak war – wie auch Pol Pot – überzeugt, dass die kambodschanische Kultur durch äußere Einflüsse, hauptsächlich Theravada-Buddhismus und Hinduismus, korrumpiert worden war.
Politisch links orientiert, war er Mitglied der (1957 aufgelösten) radikalen Demokratischen Partei und kandidierte bei den Wahlen von 1955 erfolglos für das Parlament. Keng Vannsak war eine Schlüsselfigur im kambodschanischen Studentenkreis in Paris. Er war auch ein Freund und Mentor von Saloth Sar (später bekannt als Pol Pot), als beide in Paris studierten.
Obwohl er mit der Linken zusammenarbeitete, bezeichnete er sich nie als Kommunist. 1952 kehrte er mit seiner Frau, der Französin Suzanne Colville, nach Kambodscha zurück. Von 1952 bis 1958 lebte er in Phnom Penh und unterrichtete am Lycée Sisowath. Zu diesem Zeitpunkt begannen seine radikalsten Weggefährten, sich von ihm zu distanzieren.
Ab 1970 lebte er im Exil in Paris, bis er 2008 im Krankenhaus von Montmorency im Alter von 88 Jahren starb.
Er hinterließ ein großes literarisches Vermächtnis, darunter zwei Theaterstücke, viele Gedichte und seine Forschungen, die in den 1940er Jahren begannen.